# Les Aires
Les Aires – miejscowość i gmina we Francji, w regionie Oksytania, w departamencie Hérault.
Według danych na rok 1990 gminę zamieszkiwało 537 osób, a gęstość zaludnienia wynosiła 26 osób/km² (wśród 1545 gmin Langwedocji-Roussillon Les Aires plasuje się na 498. miejscu pod względem liczby ludności, natomiast pod względem powierzchni na miejscu 365.).